# Geschlechterpolitik
Geschlechterpolitik oder Genderpolitik ist die Gesamtheit der Strukturen (Polity), Prozesse (Politics) und Inhalte (Policy) zur Steuerung der Geschlechterordnung einer Gesellschaft oder Organisation. Jede Gesellschaft und Organisation unterliegt einer direkten oder indirekten Form von Geschlechterpolitik, die nach übergeordneten gesellschaftlichen bzw. politischen Zielen gestaltet und gesteuert wird. Das macht die geschlechtliche Identifizierung und Zuordnung von Menschen zu einem wichtigen Kriterium der Machtverteilung innerhalb einer Gesellschaft.
Je vielschichtiger und differenzierter eine Gesellschaft ist, desto vielschichtiger und differenzierter ist auch die zugehörige Geschlechterpolitik. In modernen Gesellschaften reicht sie von supranationaler, nationaler, regionaler und lokaler bis hin zu privater Ebene und umfasst politische, wirtschaftliche, soziale, kulturelle und religiöse Funktionsbereiche.

Im Gegensatz zu anderen Politikfeldern ist Geschlechterpolitik in modernen Staatsgesellschaften, suprastaatlichen und anderen Organisationen eine Querschnittspolitik, die alle Politikfelder betrifft.

## Etymologie
Geschlechterpolitik ist ein Kompositum aus Geschlecht und Politik. Es wurde im Deutschen ab Ende des 19. Jahrhunderts nur gelegentlich gebraucht. Dabei wurde es zunächst noch in zwei verschiedenen Bedeutungsmöglichkeiten von Geschlecht verwendet:
1. Politik in Bezug auf Geschlechter im Sinne von Familien oder Abstammungsgemeinschaften (genealogische Bedeutung von Geschlecht)
2. Politik in Bezug auf die sexuelle Zuordnung als Mann oder Frau.[4]

Erst ab den 1980er Jahren setzte sich eine breitere Verwendung durch, und zwar in der Bedeutung als gesellschaftspolitische Machtstrategie in Bezug auf die Geschlechterordnung von Männern und Frauen.

## Entwicklung politisches Begriffskonzept
Im politischen Bereich war die „traditionelle Unsichtbarkeit“ von Geschlecht lange Zeit eine wirksame „Strategie der Machtsicherung von Männlichkeit“. Indem die Kategorie Geschlecht „implizit oder explizit abgelehnt wurde“, konnte Geschlechterpolitik „sowohl einem prüfenden Blick als auch Kritik und Veränderung entgehen“.

### Implizite Geschlechterpolitik
Die Zugehörigkeit zum männlichen Geschlecht war historisch lange eine Voraussetzung, um soziale Ordnungssysteme mitsteuern zu dürfen. Rechtlich verankert war dies durch Geschlechtsvormundschaft. Geschlechterpolitik war historisch von einer klar polarisierten Hierarchie der Geschlechter mit übergeordnetem männlichem Habitus und untergeordnetem weiblichen Habitus geprägt. Diese Geschlechterpolitiken wurden jedoch noch nicht explizit als solche bezeichnet, sondern waren implizit, nämlich als Bestandteil anderer gesellschaftspolitischer Ordnungen – ob wirtschaftlich, sozial, kulturell, religiös oder anderweitig.
Mit der gesellschaftlichen Ausdifferenzierung entstanden in westlichen Gesellschaften im 18. und 19. Jahrhundert Frauenbewegungen, die männliche Privilegien sowie deren Verschleierung zunehmend in Frage stellten und die Emanzipation von Frauen beförderten. Zugleich wirkten die extrem unterschiedlichen Lebenserfahrungen und politischen Grundauffassungen zwischen den Frauen bremsend, da sie zu Trennunglinien und scharf divergierende Interessen zwischen den Frauen unterschiedlicher sozialer Klassen und Milieus führten.
Im Laufe des 20. Jahrhunderts wurden in vielen Gesellschaften schließlich das Frauenwahlrecht und gleiche staatsbürgerliche Rechte für Frauen und Männer eingeführt.

### Frauenpolitik als erste explizite Geschlechterpolitik
Ab Mitte des 20. Jahrhunderts wurde die Politik von und für Frauen allmählich zu einem eigenen Politikfeld ausgebaut, das als Frauenpolitik bezeichnet wurde. Dieser Politikbereich war jedoch lange Zeit fragmentiert und nur schwach institutionalisiert.
Durch die Frauenforschung begann jedoch systematisches Wissen über Geschlecht als gesellschaftliche Ordnungskategorie zu entstehen.

„[Dabei] ging es darum, ein Schweigen zu brechen: Schweigen über eine Geschlechterpolitik, die auf den gleichberechtigten Beitrag von Frauen verzichten zu können meinte; Schweigen über ein strukturelles Unrecht, das in die Institutionen eingeschrieben und den Personen einverleibt war; Schweigen über eine Platzzuweisung, die Frauen zugleich ausschloß und einschloß und von ihnen eine Loyalität verlangte, die die Sozialcharaktere zutiefst geprägt hat; Schweigen über eine in den Geschlechterverhältnissen begründete Systematik, die so lange hatte beschwiegen werden können, weil sie als scheinbar naturgegebene Norm daherkam.“

Mit der aufkommenden Männerforschung und der Erforschung non-binärer Formen von Geschlecht erweiterte sich der Fokus auf Geschlechterforschung. Dies schlug sich auch in der politikwissenschaftlichen Frauenforschung nieder.
Im politischen Bereich erwies sich die Beschränkung auf Frauen ebenfalls zunehmend als Sackgasse. Denn solange ausschließlich Frauen politisch als Geschlechtswesen markiert und sichtbar werden, erscheinen allgemeine Politik und Männer als politische Subjekte weiterhin als geschlechtslos. Zudem war Frauenpolitik immer entweder beschreibend oder normativ um Frauen als Geschlechtswesen angelegt, was die Gleichstellungsziele oftmals nicht förderte, sondern untergrub. Männer erschienen dadurch weiterhin als geschlechtslos und damit als autonome, handlungsfähige und rationale politische Subjekte – im Gegensatz zu den geschlechterpolitisch sichtbar markierten Frauen.

### Explizite Geschlechterpolitik
Seit den 1990er Jahren erweiterte sich das Geschlechterwissen in Frauenforschung und Männerforschung und es entwickelte sich eine gemeinsame Geschlechterforschung bzw. Gender Studies. Dieser Wandel vollzog sich auch im politischen Bereich. Der zuvor auf Frauen begrenzte Gegenstandsbereich wurde um den männlichen Gegenpol sowie um non-binäre Formen von Geschlecht erweitert, explizit gemacht und als Geschlechterpolitik oder Genderpolitik bezeichnet. „Heute sehen wir Weiblichkeit und Männlichkeit nicht mehr als ‚Schicksal‘ an, sondern als Ergebnis einer normierenden Geschlechterpolitik, als Lernprozess, der zwar i.a. dem Gesetzestext der Zweigeschlechtlichkeit folgt, aber weder natürlich noch zwangsläufig ist.“

#### Strategische Hauptansätze: Geschlechterdemokratie und Gender Mainstreaming
Um Geschlechterpolitik explizit zu machen und zu gestalten, wurden bislang vor allem zwei strategische Ansätze entwickelt und umgesetzt:
- Geschlechterdemokratie hat das Ziel, alle Geschlechter an Strukturen, Entscheidungsprozessen und inhaltlicher Gestaltung von Geschlechterpolitik zu beteiligen. Es geht also darum, demokratische Verhältnisse zwischen den Geschlechtern in einer Gesellschaft, einer Organisation oder einem Unternehmen herzustellen.
- Gender Mainstreaming hat das Ziel, die unterschiedlichen Lebenssituationen und Interessen von Menschen aller Geschlechter bei allen Entscheidungen auf allen gesellschaftlichen Ebenen offenzulegen und zu berücksichtigen, um so die Gleichstellung der Geschlechter zu bewirken.

#### Gegenströmung: Anhaltende Ablehnung der Offenlegung von Geschlechterpolitik
Von einigen gesellschaftlichen Interessengruppen wird die Offenlegung von Geschlechterpolitik weiterhin abgelehnt. Dazu zählen beispielsweise Anspruchsgruppen aus Antifeminismus, Maskulinismus und Konservatismus bzw. Neokonservatismus.

## Querschnittspolitik
Geschlechterpolitik ist eine Querschnittspolitik, die alle Politikfelder betrifft – ob Wirtschaftspolitik, Gesundheitspolitik, Verkehrspolitik, Außenpolitik oder Familienpolitik. Insofern tragen alle anderen Politikfelder implizit oder explizit zur Geschlechterpolitik bei und formen diese mit ihrem politischen Einwirken auf gesellschaftliche Strukturen (Polity), Prozessen (Politics) und Inhalten (Policy).

## Analytische Kategorie
Jenseits der Bedeutung als Querschnittspolitik wird Geschlechterpolitik als analytisches Instrument genutzt. Soziale Ordnungen lassen sich anhand von vier Aspekten auf geschlechterpolitische Steuerungswirkung untersuchen:
- Gibt es symbolische Ordnungen und strategisch einsetzbare, kulturell verfügbare, symbolische Repräsentationen und Mystifikationen von Geschlecht?
- Gibt es in religiösen, wissenschaftlichen, rechtlichen, und politischen Doktrinen festgeschriebene Normen, welche die Bedeutungen von Geschlecht kodifizieren?
- Gibt es Institutionalisierungen und Organisationsstrukturen von Geschlechterbeziehungen im Bereich von Verwandtschaft und Familie, im Arbeits- und Berufsleben, Erziehungswesen und politischen System?
- Gibt es die Identitätspolitiken in den Prozessen der Konstruktion geschlechtlich konnotierter, individueller und kollektiver Identitäten?[1]

## Beispiele

### Politik
- Nach dem Ende des Ersten und Zweiten Weltkriegs wurden berufstätige Frauen mithilfe von Geschlechterpolitik aus dem Beruf zurückgedrängt, um für die Arbeitsplätze für die aus dem Krieg heimkehrenden Männer freizumachen.[10]
- Nationalsozialistische Geschlechterpolitik war Bestandteil seiner umfassenderen Rassenpolitik: Rassismus als Politik der ›Ausmerzung‹ von ethnisch und eugenisch ›Minderwertigen‹ zum Zweck der ›Aufartung‹. Sie war auch Bestandteil seiner umfassenderen Frauenpolitik von Geburtenförderung und Mutterkult unter dem Primat des Staates auf dem Gebiet des Lebens. Es kam zu einer systematischen Verschränkung der nationalsozialistischen Geschlechter- und Rassenpolitik.

### Wirtschaft
- Unternehmen fällt es vielfach schwer, die geschlechterpolitische Ausrichtung männlicher Führungsstrukturen zu verändern.[11]

### Religion
- Von 1996 bis 2001 sowie erneut seit 2021 werden Frauenrechte unter den Taliban im Islamischen Emirat Afghanistan über geschlechterpolitische Regelungen massiv beschnitten. Ziel war es, Frauen auf Glaubensvorstellungen der Zurückgezogenheit („Parda“) zu verpflichten und so für sie ein sicheres Umfeld zu schaffen, in der ihre Keuschheit und Würde wieder unantastbar ist. In der Folge wurden Frauen unter anderem gezwungen, in der Öffentlichkeit die Burka zu tragen.